# Miloš Karadaglić
Miloš Karadaglić (Montenegrijns: Милош Карадаглић) (Titograd, 23 april 1983), ook wel bekend onder zijn voornaam Miloš, is een klassieke gitarist uit Montenegro.

## Biografie
Karadaglić leerde gitaar spelen toen hij 8 jaar oud was. Reeds op een leeftijd van 14 jaar gaf hij concerten in zijn thuisland Montenegro. In 1999, toen de Joegoslavische oorlogen bezig waren, studeerde hij aan de Royal Academy of Music in Londen, waar hij sindsdien woont.
In 2011 tekende hij een exclusiviteitscontract met het platenlabel Deutsche Grammophon en kwam zijn eerste album Mediterráneo uit. Hiervoor won hij een jaar later de Duitse muziekprijs ECHO Klassik in de categorie Nachwuchskünstler (Gitarre) en de Britse muziekprijs Gramophone Young Artist of the Year. Na zijn debuutalbum kwamen ook nog Latino (2012), Aranjuez (2014) en Blackbird: The Beatles Album (2016) uit.

## Discografie
| Album met eventuele hitnotering(en) in de Nederlandse Album Top 100 | Datum van verschijnen | Datum van binnenkomst | Hoogste positie | Aantal weken | Opmerkingen |
| ------------------------------------------------------------------- | --------------------- | --------------------- | --------------- | ------------ | ----------- |
| Mediterráneo                                                        | 2011                  | 04-06-2011            | 45              | 11           |             |
| Latino                                                              | 2012                  | 07-07-2012            | 57              | 1            |             |
| Aranjuez                                                            | 2014                  | 01-03-2014            | 41              | 5            |             |

| Album met hitnotering(en) in de Vlaamse Ultratop 200 albums | Datum van verschijnen | Datum van binnenkomst | Hoogste positie | Aantal weken | Opmerkingen |
| ----------------------------------------------------------- | --------------------- | --------------------- | --------------- | ------------ | ----------- |
| Latino                                                      | 2012                  | 07-07-2012            | 198             | 1            |             |
| Aranjuez                                                    | 2014                  | 01-03-2014            | 36              | 5            |             |
| Blackbird: The Beatles Album                                | 2016                  | 23-01-2016            | 106             | 1            |             |